# 200 meter för damer i friidrott vid olympiska sommarspelen 1992
200 meter för damer vid olympiska sommarspelen 1992 i Barcelona avgjordes 3-5 augusti. 

## Medaljörer
| Gren      | Guld                | Guld  | Silver                    | Silver | Brons                   | Brons |
| 200 meter | Gwen Torrence · USA | 21,81 | Juliet Cuthbert · Jamaica | 22,02  | Merlene Ottey · Jamaica | 22,09 |

## Resultat
- Q innebär avancemang utifrån placering i heatet.
- q innebär avancemang utifrån total placering.
- DNS innebär att personen inte startade.
- DNF innebär att personen inte fullföljde.
- DQ innebär diskvalificering.
- NR innebär nationellt rekord.
- OR innebär olympiskt rekord.
- WR innebär världsrekord.
- WJR innebär världsrekord för juniorer
- AR innebär världsdelsrekord (area record)
- PB innebär personligt rekord.
- SB innebär säsongsbästa.
- w innebär medvind > 2,0 m/s

### Final
| Placering | Final                   | Tid   |
| --------- | ----------------------- | ----- |
|           | Gwen Torrence (USA)     | 21,81 |
|           | Juliet Cuthbert (JAM)   | 22,02 |
|           | Merlene Ottey (JAM)     | 22,09 |
| 4.        | Irina Privalova (EUN)   | 22,19 |
| 5.        | Carlette Guidry (USA)   | 22,30 |
| 6.        | Grace Jackson (JAM)     | 22,58 |
| 7.        | Michelle Finn (USA)     | 22,61 |
| 8.        | Galina Maltjugina (EUN) | 22,63 |

### Semifinaler
| Placering | Heat 1                  | Tid   |
| --------- | ----------------------- | ----- |
| 1.        | Merlene Ottey (JAM)     | 22,12 |
| 2.        | Carlette Guidry (USA)   | 22,31 |
| 3.        | Galina Maltjugina (EUN) | 22,44 |
| 4.        | Grace Jackson (JAM)     | 22.58 |
| 5.        | Silke Knoll (GER)       | 22.60 |
| 6.        | Pauline Davis (BAH)     | 22.61 |
| 7.        | Elinda Vorster (RSA)    | 23.08 |
| 8.        | Sisko Hanhijoki (FIN)   | 23.26 |

| Placering | Heat 2                  | Tid   |
| --------- | ----------------------- | ----- |
| 1.        | Gwen Torrence (USA)     | 21,72 |
| 2.        | Juliet Cuthbert (JAM)   | 21,75 |
| 3.        | Irina Privalova (EUN)   | 22,08 |
| 4.        | Michelle Finn (USA)     | 22.39 |
| 5.        | Mary Onyali (NGR)       | 22.60 |
| 6.        | Jennifer Stoute (GBR)   | 23.01 |
| 7.        | Melinda Gainsford (AUS) | 23.03 |
| —         | Anelia Nuneva (BUL)     | DNS   |

### Kvartsfinaler
| Placering | Heat 1                     | Tid   |
| --------- | -------------------------- | ----- |
| 1.        | Juliet Cuthbert (JAM)      | 22,01 |
| 2.        | Michelle Finn (USA)        | 22,42 |
| 3.        | Pauline Davis (BAH)        | 22,44 |
| 4.        | Silke Knoll (GER)          | 22.46 |
| 5.        | Marina Trandenkova (EUN)   | 22.50 |
| 6.        | Wang Huei-Chen (TPE)       | 22.93 |
| 7.        | Simone Jacobs (GBR)        | 23.61 |
| 8.        | Valérie Jean-Charles (FRA) | 23.64 |

| Placering | Heat 2                         | Tid   |
| --------- | ------------------------------ | ----- |
| 1.        | Gwen Torrence (USA)            | 22,21 |
| 2.        | Grace Jackson (JAM)            | 22,59 |
| 3.        | Elinda Vorster (RSA)           | 22,99 |
| 4.        | Sisko Hanhijoki (FIN)          | 23.09 |
| 5.        | Lucrécia Jardim (POR)          | 23.09 |
| 6.        | Lalao Robine Ravaonirina (MAD) | 23.63 |
| 7.        | Damayanthi Dharsha (SRI)       | 23.89 |
| 8.        | Georgette N'Koma (CMR)         | 24.06 |

| Placering | Heat 3                  | Tid   |
| --------- | ----------------------- | ----- |
| 1.        | Galina Maltjugina (EUN) | 22,22 |
| 2.        | Carlette Guidry (USA)   | 22,26 |
| 3.        | Anelia Nuneva (BUL)     | 22,62 |
| 4.        | Jennifer Stoute (GBR)   | 22.73 |
| 5.        | Sabine Günther (GER)    | 23.10 |
| 6.        | Iolanda Oanţă (ROM)     | 23.75 |
| 7.        | Karen Clarke (CAN)      | 23.80 |
| 8.        | Heather Samuel (ANT)    | 24.12 |

| Placering | Heat 4                  | Tid   |
| --------- | ----------------------- | ----- |
| 1.        | Merlene Ottey (JAM)     | 21,94 |
| 2.        | Irina Privalova (EUN)   | 22,45 |
| 3.        | Mary Onyali (NGR)       | 22,60 |
| 4.        | Melinda Gainsford (USA) | 23.03 |
| 5.        | Andrea Thomas (GER)     | 23.19 |
| 6.        | Karin de Lange (NED)    | 23.41 |
| 7.        | Sabine Tröger (AUT)     | 23.41 |
| 8.        | Ruth Morris (ISV)       | 24.26 |

### Försöksheat
| Placering | Heat 1                   | Tid   |
| --------- | ------------------------ | ----- |
| 1.        | Mary Onyali (NGR)        | 23,06 |
| 2.        | Irina Privalova (EUN)    | 23,22 |
| 3.        | Lucrécia Jardim (POR)    | 23.26 |
| 4.        | Damayanthi Dharsha (SRI) | 23.82 |
| 5.        | Melissa Moore (AUS)      | 23.86 |
| 6.        | Olga Mutanda (CIV)       | 24.19 |
| 7.        | Vaciseva Tavaga (FIJ)    | 25.07 |

| Placering | Heat 2                     | Tid   |
| --------- | -------------------------- | ----- |
| 1.        | Merlene Ottey (JAM)        | 22,95 |
| 2.        | Jennifer Stoute (NGR)      | 23,15 |
| 3.        | Sisko Hanhijoki (FIN)      | 23,27 |
| 4.        | Wang Huei-Chen (TPE)       | 23.37 |
| 5.        | Andrea Thomas (GER)        | 23.52 |
| 6.        | Trương Hoàng Mỹ Linh (VIE) | 24.45 |
| 7.        | Zoila Stewart (CRC)        | 24.64 |

| Placering | Heat 3                   | Tid   |
| --------- | ------------------------ | ----- |
| 1.        | Juliet Cuthbert (JAM)    | 22,99 |
| 2.        | Elinda Vorster (RSA)     | 23,14 |
| 3.        | Pauline Davis (BAH)      | 23,47 |
| 4.        | Heather Samuel (ANT)     | 24.09 |
| 5.        | Maguy Nestoret (FRA)     | 24.15 |
| 6.        | Ngozi Mwanamwambwa (ZAM) | 24.59 |
| 7.        | Nednapa Chommuak (THA)   | 24.76 |
| 8.        | Deirdre Caruana (MLT)    | 25.28 |

| Placering | Heat 4               | Tid   |
| --------- | -------------------- | ----- |
| 1.        | Silke Knoll (GER)    | 22,83 |
| 2.        | Michelle Finn (USA)  | 23,00 |
| 3.        | Karin de Lange (NED) | 23,53 |
| 4.        | Simone Jacobs (GBR)  | 23.90 |
| 5.        | Ágnes Kozáry (HUN)   | 24.50 |
| 6.        | Prisca Phillip (BAR) | 24.56 |
| —         | Oumou Sow (GUI)      | DNF   |

| Placering | Heat 5                  | Tid   |
| --------- | ----------------------- | ----- |
| 1.        | Galina Maltjugina (EUN) | 23,08 |
| 2.        | Sabine Günther (GER)    | 23,41 |
| 3.        | Sabine Tröger (AUT)     | 23,72 |
| 4.        | Ruth Morris (ISV)       | 24.17 |
| 5.        | Dawnette Douglas (BER)  | 25.03 |
| 6.        | Manda Kanouté (MLI)     | 26.03 |
| —         | Chen Zhaojing (CHN)     | DQ    |

| Placering | Heat 6                     | Tid   |
| --------- | -------------------------- | ----- |
| 1.        | Carlette Guidry (USA)      | 22,99 |
| 2.        | Melinda Gainsford (AUS)    | 23,18 |
| 3.        | Anelia Nuneva (BUL)        | 23,32 |
| 4.        | Karen Clarke (CAN)         | 23.57 |
| 5.        | Valérie Jean-Charles (FRA) | 23.69 |
| 6.        | Gaily Dube (ZIM)           | 24.15 |
| 7.        | Melrose Mansaray (SLE)     | 24.67 |
| —         | Jacqueline Solíz (BOL)     | DQ    |

| Placering | Heat 7                         | Tid   |
| --------- | ------------------------------ | ----- |
| 1.        | Gwen Torrence (USA)            | 22,66 |
| 2.        | Grace Jackson (JAM)            | 22,72 |
| 3.        | Marina Trandenkova (EUN)       | 22,79 |
| 4.        | Lalao Robine Ravaonirina (MAD) | 23.58 |
| 5.        | Iolanta Oanţă (ROM)            | 23.83 |
| 6.        | Georgette N'Koma (CMR)         | 23.85 |
| 7.        | Ruth Mangue (GEQ)              | 27.65 |